# Theophrastaceae
Theophrastaceae es una pequeña familia de plantas de flores. La familia consiste en 6 géneros con unas 100 especies de árboles o arbustos nativos de regiones tropicales de América. 

## Descripción
Son arbustos o árboles pequeños, generalmente siempreverdes, indumento variable pero con tricomas glandulares hundidos siempre presentes en las hoja[s y en las partes florales; plantas hermafroditas o dioicas. Hojas alternas, a menudo arregladas en agregados terminales, simples, la mayoría con esclerénquima subepidérmico; pecioladas, sin estípulas. Inflorescencia terminal o lateral, racemosa, cada flor con una bráctea subyacente más o menos lanceolada; flores regulares o ligeramente zigomorfas, cáliz persistente, lobos libres hasta la base, los márgenes membranáceos, erosos o ciliados; corola simpétala, generalmente firme y más o menos cerácea en textura; estambres homómeros, epipétalos, filamentos fusionados a la parte inferior de la corola, aplanados, connados sólo en la base o unidos en un tubo, anteras extrorsas, parte superior (principalmente) o inferior de las tecas con un polvo blanco de cristales de oxalato de calcio, polen amarillento; estaminodios presentes, fusionados al tubo de la corola, alternando con los lobos;  ovario ovoide, estilo muy corto o apenas más largo que el ovario, estigma capitado o truncado, óvulos pocos a numerosos, insertos en espiral en una columna basal. Fruto una baya con un pericarpo seco, subglobosa, oblonga y ovoide, amarilla o anaranjada, indehiscente; semillas café claras a obscuras, embebidas en una pulpa jugosa y dulce (cuando madura), endosperma abundante.